# SS501
Az SS501 2005-ben alakult dél-koreai fiúegyüttes, melyet 2010-ig a DSP Media menedzselt, amikor is lejárt a szerződésük a kiadóval. Az együttes nem oszlott fel, de átmenetileg szüneteltetik a tevékenységüket, a tagok más-más kiadókhoz szerződtek és szólótevékenységet végeznek. Rajongói klubjuk a Triple S.

## Történetük
Az együttes tagjait különféle válogatókon fedezték fel, illetve casting során válogatták ki. Az SS501 névben a dupla S jelentése „szupersztár” és singer („énekes”), az 501 pedig az öt énekes eggyé válását jelzi.
2012 júliusában Kim Gjudzsong megkezdte sorkatonai szolgálatát.

## Tagok
| Név            | Név    | Név     | Születési dátum              | Ügynökség                |
| Magyaros       | Hangul | Handzsa | Születési dátum              | Ügynökség                |
| -------------- | ------ | ------- | ---------------------------- | ------------------------ |
| Kim Hjondzsung | 김현중 | 金賢重  | 1986. június 6. (38 éves)    | KeyEast Entertainment    |
| Ho Jongszeng   | 허영생 | 許永生  | 1986. november 3. (38 éves)  | B2M Entertainment        |
| Kim Gjudzsong  | 김규종 | 金奎鐘  | 1987. február 24. (38 éves)  | B2M Entertainment        |
| Pak Csongmin   | 박정민 | 朴政珉  | 1987. április 3. (37 éves)   | YAMAHA A&R Entertainment |
| Kim Hjongdzsun | 김형준 | 金亨俊  | 1987. augusztus 3. (37 éves) | S Plus Entertainment     |

## Diszkográfia

### Koreai lemezek
Minialbumok
- Warning (2005)
- Snow Prince (2005)
- Deja Vu (2008)
- Find (2008)
- U R Man - Special Album (2008) – SS501 Project Group
- Solo Collection (2009)
- Rebirth (2009)
- Destination (2010)

Stúdióalbumok
- SS501 S.T 01 Now (2006)

### Japán lemezek
Maxilemezek
- Kokoro (2007)
- Distance ~ 君とのキョリ (2007)
- Lucky Days (2008)

Stúdióalbumok
- SS501 (2007)
- All My Love (2009)